# Martin Schubert (Komponist)
Martin Schubert (* 21. Oktober 1960 in Pirna; † 20. September 2020 in Berlin) war ein deutscher Komponist, Musiker, Audioproduzent und Sprecher.

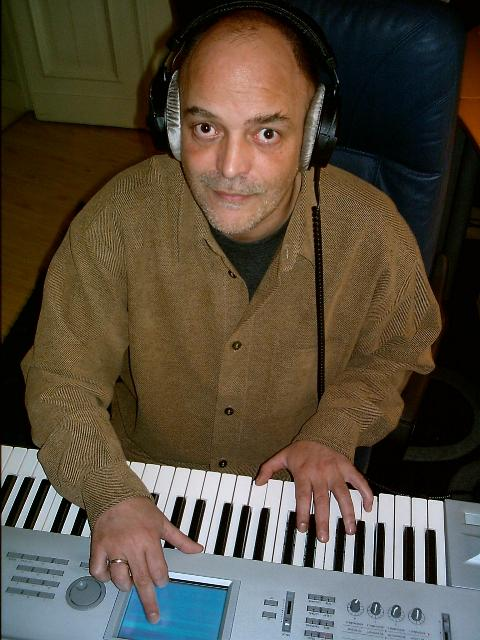
Martin Schubert (2010)

## Leben
1969 begann Martin Schubert mit einer musikalischen Ausbildung im Fach Klavier an der Musikschule Erfurt, zunächst 7 Jahre in der klassischen Stilrichtung, danach 4 Jahre im Fach „Oberstufe Tanzmusik“. Von 1975 bis 1982 spielte Schubert als Keyboarder in Amateur-Bands in Erfurt und Leipzig. 1979 machte er sein Abitur an der Humboldt-Schule (Erfurt).
1979 begann er ein Volontariat beim Rundfunk der DDR und studierte anschließend Musikwissenschaft an der Humboldt-Universität zu Berlin. Während des Studiums war er auch musikalischer Leiter der Theatergruppe der Sektion Theaterwissenschaft und vertonte dafür Mitte der 1980er u. a. Texte von Brechts Baal und begleitete die DDR-weiten Aufführungen dieser neuen Version mehrere Jahre am Klavier.
Schubert begann 1987 seine Arbeit als Moderator und Musikjournalist bei DT 64. Er moderierte und gestaltete vor allem die Sendungen „Notenbude“ (später: „TonArt“), „Oldie Party“ und die Filmmusik-Sendung „SoundTrack“.
In dieser Zeit entstanden seine ersten Eigenkompositionen, die im und für den Rundfunk der DDR produziert wurden (Instrumentalmusiken und Sendungs-Vorspänne). Dabei arbeitete er u. a. mit Tobias Künzel, Sebastian Krumbiegel, Matthias Lauschus oder Ralf Templin.
Von 1990 bis 1991 präsentierte er parallel zu seiner Tätigkeit bei DT 64 die Fernseh-Sendung „SOS – Die Super Oldie Show – von ABBA bis Zappa“ als Moderator im DFF. Nach einem kurzen Abstecher als Moderator bei 104.6 RTL begann er 1993 seine Tätigkeit als Moderator und Produzent beim Berliner Rundfunk 91.4. In dieser Zeit komponierte er u. a. Jingle-Pakete für den Sender, die er im holländischen Studio „Top Format“ produzierte.
Zwischen 1995 und 1998 fungierte Schubert auch als die Station-Voice des Senders. Seit 1999 arbeitete Martin Schubert als selbständiger Komponist, Arrangeur, Audioproduzent und Sprecher in der gemeinsam mit Step Laube gegründeten Audioproduktionsfirma TonInTon-Audioproduktion in Berlin. Hier lag sein kompositorischer Schwerpunkt auf Hörspiel-Soundtracks und funktionaler Musik für Hörbücher, Radiospots und Film-Untermalungen. Außerdem lieh er seine Stimme zahlreichen nationalen und internationalen Unternehmen als Sprecher.

## Verlegte Werke als Komponist (Auszug)
- Karneval an der Spree, 12 Karnevals-Kompositionen, Verlag Allmusica, 2003
- Hörspiel-Soundtracks Guitar-Leas Zeitreisen (Folgen 1–10), Verlage: Maritim / Komplett-Media, 2004–2008
- Hörspiel-Soundtracks ETA Hoffmann-Reihe, Verlage: Maritim / Romantruhe Audio (2004–2011)
- DVD Wolkenwelten (60-minütige Improvisation), Verlag: Komplett-Media, 2008
- Hörbuch-Jingles für zahlreiche Hörbücher, Verlag: Komplett-Media, seit 2006
- Hörspiel-Soundtrack Geister-Schocker 5, Verlag: Romantruhe Audio, 2010
- Hörspiel-Soundtrack Lotta und ihre Freunde, Verlag: Tianda, 2010
- Hörspiel-Soundtrack Der verrückte Kampf ums Erdbeerfeld, Verlag: Tianda, 2011
- Hörspiel-Soundtrack Humfried & Clara, Verlag: Tianda, 2012
- Hörbuchmusik Ziwwelringe un Sahne, Verlag: Anhalt Edition Dessau, 2013
- Hörspiel-Soundtrack Cpt. Coin, Verlag: Tianda, 2013
- Hörspiel-Soundtrack Die LiBeRo-Gang, Verlag: Tianda, 2014
- Podcast-Jingle und Variationen für diverse Podcast-Serien von besser.fm, Podimo Deutschland, seit 2018

## Verlegte Werke als Musiker, Arrangeur und Produzent (Auszug)
- Dieter Hildebrandt-Politiker-Märchen, (11 Variationen des Deutschlandliedes), Diederichs-Verlag, 2009
- Kinder wollen singen, 50 gemeinfreie Instrumental-Musiken für Kinder, 2011, eine Aktion des Musikpiraten e. V.
- Dieter Hildebrandt-Politiker-Märchen2 (10 Variationen des Deutschlandliedes), Diederichs-Verlag, 2012
- Woffelpantoffel – Dreh Dich, tanz und flieg, 2012
- Woffelpantoffel – Lieder ganz aus dem (Wetter)-Häuschen, 2013
- Woffelpantoffel – Du schaffst es, 2015
- Woffelpantoffel – Fröhliche Liederreise, 2018